# Hydrozoanthidae
Hydrozoanthidae is een familie van neteldieren uit de klasse van de Anthozoa (bloemdieren). 

## Geslachten
- Hydrozoanthus Sinniger, Reimer & Pawlowski, 2010
- Terrazoanthus Reimer & Fujii, 2010